# Munich Re
Munich Re, (tiếng Đức: Münchener Rück; Münchener Rückversicherungs-Gesellschaft), là công ty tái bảo hiểm lớn nhất thế giới  với 5.000 khách hàng ở 160 quốc gia. Trụ sở đặt tại thành phố Munich, Đức.

## Lịch sử
Munich Re thành lập năm 1880 bởi Carl von Thieme cũng là người sáng lập công ty bảo hiểm Allianz, nhà bảo hiểm lớn nhất của Đức. Munich Re là tên thường dùng ngắn gọn thay cho tên đầy đủ là Munich Reinsurance Company hoặc Münchener Rückversicherungs-Gesellschaft trong tiếng Đức.
Cung cách giải quyết các khiếu nại một cách nhanh chóng và không quan liêu sau Động đất ở San Francisco năm 1906 là sự khởi đầu con đường đưa Munich Re trở thành công ty tái bảo hiểm lớn nhất thế giới.
Munich Re là một trong những nhà bảo hiểm chính của Trung tâm Thương mại Thế giới ở New York trong sự kiện 11 tháng 9 năm 2001.
Đầu não của hoạt động của công ty tại Canada ở Toronto; tại Hoa Kỳ ở Princeton, New Jersey; và tại Anh quốc ở khu Canary Wharf và phố Fenchurch, London.